# Aleurocanthus loyolae
Aleurocanthus loyolae là một loài côn trùng cánh nửa trong họ Aleyrodidae, phân họ Aleyrodinae.
Aleurocanthus loyolae được David & Subramaniam miêu tả khoa học đầu tiên năm 1976.